# Schistocerca magnifica
Schistocerca magnifica är en insektsart som beskrevs av Bruner, L. 1913. Schistocerca magnifica ingår i släktet Schistocerca och familjen gräshoppor. Inga underarter finns listade i Catalogue of Life.